# Патара Канда
Патара Канда (груз. პატარა ქანდა) — село в Грузії.
За даними перепису населення 2014 року в селі проживає 432 особи.